# Paris-Roubaix 1954
La 52e édition de la course cycliste Paris-Roubaix a eu lieu le 11 avril 1954 et a été remportée par le Belge Raymond Impanis.

## Classement final
|    | Cycliste         | Équipe               | Temps           |
| -- | ---------------- | -------------------- | --------------- |
| 1  | Raymond Impanis  | Mercier-Hutchinson   | 6 h 54 min 43 s |
| 2  | Constant Ockers  | Peugeot-Dunlop       | + 6 s           |
| 3  | Marcel Rijckaert | Mercier-Hutchinson   | + 6 s           |
| 4  | Ferdinand Kübler | Tebag                | + 6 s           |
| 5  | Serge Blusson    | Stella-Wolber-Dunlop | + 6 s           |
| 6  | Raoul Rémy       | Mercier-Hutchinson   | + 6 s           |
| 7  | Marcel de Mulder | Terrot-Hutchinson    | + 6 s           |
| 8  | Germain Derijcke | Alcyon-Dunlop        | + 6 s           |
| 9  | Henri Surbatis   | Rochet               | + 6 s           |
| 10 | Roger Decock     | Bertin               | + 6 s           |